# Пежо тип 108
Пежо тип 108 (фр. Peugeot Type 108) је аутомобил произведен 1908. године од стране француског произвођача аутомобила Пежо у њиховој фабрици у Оданкуру. У тој годни је произведено 301 јединица.
Аутомобил је покретао четворотактни, двоцилиндрични мотор снаге 10 КС и запремине 1527 cm³. Мотор је постављен напред и преко кардана давао погон на задње точкове. Максимална брзина возила је 45 км/ч.
Међуосовинско растојање је 2555 mm, размак точковав 1350 mm, дужина аутомобила је 3600 mm, ширина 1700 mm и висина змеђу 1600 mm 2700 mm зависно од варијанте каросерије. Каросерија је droschke са простором за четири особе, а доставно возило је имало простор за две особе. Овај тип возила је доста коришћен као такси.